# Аменапркич
Аменапркич (арм. Ամենափրկիչ վանք; известный также как монастырь Каймаклы) — армянский монастырский комплекс, основанный в 1424 году. Оставался резиденцией армянской епархии Трабзона до 1915 года. Расположен в 3 км от города Трабзон, Турции. 

## История
Известно, что монастырь Аменпракич был построен в 1424 году Степаном Багдасаром. Рядом с церковью сохранились многочисленные армянские хачкары.
Преподаватель Черноморского технического университета Турции Исмаил Киосе свидетельствует, что в этом регионе было 100—200 армянских церквей и монастырских комплексов, большая часть которых сегодня перешла в частную собственность населения. По другим данным из 200 армянских церквей и монастырей Трабзона ни один не сохранился, кроме монастыря Аменапркич.
С названием монастыря «Аменпркич» связана история, согласно которой рабочий упал с купола во время ремонтных работ, но не пострадал, поэтому монастырь и назвали «Аменпркич», что значит «Всеспаситель».
Турецкое название этого монастыря «Каймаклы» (тур. Kaymaklı Manastırı) в переводе на русский язык значит «сливочный монастырь». Связано это с посещением монастыря султаном Мурадом III, который остался доволен работой монастырской маслобойни и подтвердил право собственности монахов на местные земли. Турки разграбили и разрушили монастырь в XV веке, но уже в XVI веке его перестроили и он стал важным местом для производства религиозных рукописей.
Аменапркич известен своими фресками XVII—XVIII веков, которые изображают сцены из Библии. Монастырь оставался резиденцией армянской епархии Трабзона вплоть до геноцида армян 1915 года. Потом монастырь использовался в качестве временного лагеря для депортированных в Сирию армян. Первоначально комплекс включал в себя церковь, колокольню и небольшую часовню. В наши дни от него осталась стоять только церковь.